# Condado de Kent (Texas)
El condado de Kent es uno de los 254 condados del estado estadounidense de Texas. La sede del condado es Jayton, al igual que su mayor ciudad. El condado posee un área de 2.339 km² (los cuales 2 km² están cobertos por agua), la población de 859 habitantes, y la densidad de población es de 0,3 hab/km² (según censo nacional de 2000). Este condado fue fundado en 1876. Es uno de los 46 condados de Texas que prohíben la venta de bebidas alcohólicas.